# Erika Andreeva
Erika Aleksandrovna Andreeva (en russe : Эрика Александровна Андреева), née le 24 juin 2004, est une joueuse de tennis russe, professionnelle depuis 2020.

## Biographie
Née à Krasnoïarsk, elle est la sœur aînée de Mirra Andreeva, elle aussi joueuse de tennis professionnelle.

## Carrière
En 2021, elle termine finaliste de Roland-Garros Junior, battue par Linda Nosková (6-7³, 3-6).
En octobre 2023, elle parvient en finale des tournois WTA 125 de Rouen où elle est battue par la Suissesse Viktorija Golubic et WTA 125 d'Andorre où elle est battue par l'Espagnole Marina Bassols Ribera.

### 2024. Entrée dans le top 100
Le 19 février 2024, elle entre dans le top 100 (99e).
Lors de Wimbledon 2024, elle est tout d'abord sortie au 3e tour des qualifications par Sonay Kartal (3-6, 1-6). À la suite du forfait d'Aryna Sabalenka, elle est repêchée comme lucky loser et franchit le 1er tour du tableau principal dans un match serré contre Emina Bektas (7-6⁵, 3-6, 6-3), avant de s'incliner face à Donna Vekić (2-6, 3-6).
En août 2024, à Monterrey, elle bat en huitième de finale l'Américaine Danielle Collins, 11e mondiale. C'est sa première victoire sur une top 20, et c'est la première fois qu'elle atteint les quarts d'un WTA 500. Elle s'incline alors devant Lulu Sun (4-6, 3-6). Le 26 août, elle est 75e mondiale.
En octobre, au deuxième tour de Wuhan, opposée pour la première fois à sa sœur Mirra, 19e mondiale, elle l'emporte (6-3, 6-1). Au troisième tour, elle s'incline devant la numéro 6 Jasmine Paolini (3-6, 2-6). Le 21 octobre, elle est 65e.

## Palmarès

### Finales en simple en WTA 125
| No | Date       | Nom et lieu du tournoi                  | Catégorie | Dotation  | Surface    | Vainqueure            | Score     |          |
| -- | ---------- | --------------------------------------- | --------- | --------- | ---------- | --------------------- | --------- | -------- |
| 1  | 09-10-2023 | Open de Rouen Capfinances, Rouen        | WTA 125   | 115 000 $ | Dur (int.) | Viktorija Golubic     | 6-4, 6-1  | Parcours |
| 2  | 27-11-2023 | Crèdit Andorrà Open, Andorre-la-Vieille | WTA 125   | 115 000 $ | Dur (int.) | Marina Bassols Ribera | 7-5, 7-63 | Parcours |

### Titre en double en WTA 125
| No | Date       | Nom et lieu du tournoi                 | Catégorie | Dotation  | Surface    | Partenaire  | Finalistes                 | Score    |          |
| -- | ---------- | -------------------------------------- | --------- | --------- | ---------- | ----------- | -------------------------- | -------- | -------- |
| 1  | 27-11-2023 | Crèdit Andorrà Open Andorre-la-Vieille | WTA 125   | 115 000 $ | Dur (int.) | Céline Naef | Tímea Babos Heather Watson | 6-2, 6-1 | Parcours |

### Finale en double en WTA 125
| No | Date       | Nom et lieu du tournoi      | Catégorie | Dotation  | Surface    | Vainqueures                    | Partenaire         | Score    |          |
| -- | ---------- | --------------------------- | --------- | --------- | ---------- | ------------------------------ | ------------------ | -------- | -------- |
| 1  | 09-12-2024 | Open BLS de Limoges Limoges | WTA 125   | 115 000 $ | Dur (int.) | Elsa Jacquemot Margaux Rouvroy | Séléna Janicijevic | 6-4, 6-3 | Parcours |

## Parcours en Grand Chelem

### Simples dames
| Année | Open d'Australie | Open d'Australie    | Internationaux de France | Internationaux de France | Wimbledon      | Wimbledon          | US Open         | US Open        |
| ----- | ---------------- | ------------------- | ------------------------ | ------------------------ | -------------- | ------------------ | --------------- | -------------- |
| 2022  | —                | —                   | —                        | —                        | —              | —                  | 1er tour (1/64) | Petra Kvitova  |
| 2023  | Q3               | Sára Bejlek         | 1er tour (1/64)          | Emma Navarro             | Q2             | Dayana Yastremska  | Q3              | Petra Marčinko |
| 2024  | Q2               | Polina Kudermetova  | 1er tour (1/64)          | Aryna Sabalenka          | 2e tour (1/32) | Donna Vekić        | 2e tour (1/32)  | Zheng Qinwen   |
| 2025  | 2e tour (1/32)   | Beatriz Haddad Maia | 1er tour (1/64)          | Sonay Kartal             | Q1             | Séléna Janicijevic |                 |                |

N.B. : à droite du résultat se trouve le nom de l'ultime adversaire.

## Parcours en WTA 1000
Les tournois WTA 1000 constituent les catégories d'épreuves les plus prestigieuses, après les quatre levées du Grand Chelem.

### En simple dames
| Année |       |                               |       |                            |                              |        |            |                             |             |                           |  |                          |
| Doha  | Dubaï | Indian Wells                  | Miami | Madrid                     | Rome                         | Canada | Cincinnati | Pékin                       |             | Wuhan                     |  |                          |
| Doha  | Dubaï | Indian Wells                  | Miami | Madrid                     | Rome                         | Canada | Cincinnati | Pékin                       | Guadalajara |                           |  |                          |
| Doha  | Dubaï | Indian Wells                  | Miami | Madrid                     | Rome                         | Canada | Cincinnati | Pékin                       |             |                           |  |                          |
| 2023  |       |                               |       |                            | 2e tour (1/32) M. Fręch      |        |            |                             |             |                           |  |                          |
| 2024  |       | 2e tour (1/16) E. Alexandrova |       | 1er tour (1/64) D. Collins | 1er tour (1/64) E. Avanesyan |        |            | 1er tour (1/32) M. Stakusic |             | 1er tour (1/64) G. Minnen |  | 3e tour (1/8) J. Paolini |
| 2025  |       |                               |       |                            | 1er tour (1/64) E. Avanesyan |        |            |                             |             |                           |  |                          |

Sous le résultat, l’ultime adversaire.

Nota: à partir de 2024, le nombre de tournois de cette catégorie passe à 10 par saison et l'alternance entre Dubaï et Doha est supprimée. Le codage Wiki actuel ne permet l'affichage que du résultat de Dubaï si la joueuse a également joué Doha.

## Classements WTA en fin de saison
| Année          | 2020 | 2021 | 2022 | 2023 | 2024 |
| Rang en simple | 1055 | 368  | 122  | 142  | 67   |
| Rang en double | –    | 569  | 943  | 458  | 432  |

Source : (en) Classements de Erika Andreeva sur le site officiel de la Fédération internationale de tennis

## Palmarès ITF

### Titres en simple dames
| No | Date       | Nom et lieu du tournoi                | Catégorie | Dotation | Surface      | Finaliste      | Score          |          |
| -- | ---------- | ------------------------------------- | --------- | -------- | ------------ | -------------- | -------------- | -------- |
| 1  | 01/11/2020 | Pazardzhik Cup, Pazardzhik            | W15       | 15000$ $ | Terre (ext.) | Sofia Milatova | 1-6, 6-0, 6-2  | Parcours |
| 2  | 06/12/2020 | Egypt ITF World Tennis Tour, Le Caire | W15       | 15000$ $ | Terre (ext.) | Carolina Alves | 6-1,6-3        | Parcours |
| 2  | 07/03/2021 | Sharm el-Sheikh, Charm el-Cheikh      | W15       | 15000$ $ | Terre (ext.) | Jenny Dürst    | 1-6, 7-6³, 6-0 | Parcours |

## Palmarès Junior

### Parcours en Grand Chelem

#### Simples filles
| Année | Open d'Australie | Open d'Australie | Internationaux de France | Internationaux de France | Wimbledon | Wimbledon | US Open | US Open |
| ----- | ---------------- | ---------------- | ------------------------ | ------------------------ | --------- | --------- | ------- | ------- |
| 2020  | 1er tour (1/64)  | Elsa Jacquemot   | —                        | —                        | —         | —         | —       | —       |
| 2021  | —                | —                | Finale                   | Linda Nosková            | —         | —         | —       | —       |

N.B. : à droite du résultat se trouve le nom de l'ultime adversaire.

#### Double filles
| Année | Open d'Australie                                                                    | Open d'Australie | Internationaux de France                                                          | Internationaux de France | Wimbledon | Wimbledon | US Open | US Open |
| ----- | ----------------------------------------------------------------------------------- | ---------------- | --------------------------------------------------------------------------------- | ------------------------ | --------- | --------- | ------- | ------- |
| 2020  | 1er tour (1/32) A. Banks \|\| style="text-align:left;" \| K. Bartone L. Fruhvirtová | —                | —                                                                                 | —                        | —         | —         | —       |         |
| 2021  | —                                                                                   | —                | 1er tour (1/32) P. Nugroho \|\| style="text-align:left;" \| J. Garcia L. Petretic | —                        | —         | —         | —       |         |

N.B. : le nom de la partenaire se trouve sous le résultat ; le nom des ultimes adversaires se trouve à droite.